# Síntese articulatória
A síntese articulatória refere-se a técnicas computacionais para sintetizar a fala com base em modelos do trato vocal humano e nos processos de articulação que ocorrem ali. A forma do trato vocal pode ser controlada de várias maneiras, o que geralmente envolve a modificação da posição dos articuladores da fala, como a língua , a mandíbula e os lábios. A fala é criada simulando digitalmente o fluxo de ar através da representação do trato vocal.